# 真哲什迈尔莱克
真哲什迈尔莱克，是匈牙利巴兰尼亚州所辖的一个村。总面积10.02平方公里，总人口289，人口密度28.8人/平方公里（2011年1月1日）。